# Ichneumonoidea
A superfamília Ichneumonoidea é um grande grupo de vespas (da ordem de insetos Hymenoptera) primariamente representada por espécies que se desenvolvem como parasitóides, ou seja, de cujos ovos eclodem larvas parasitas que alimentam-se do corpo de outros invertebrados, mais comumente de seus estágios imaturos.
Compreende atualmente as duas maiores famílias existentes de Hymenoptera: Ichneumonidae e Braconidae; alguns autores consideram, além destas, algumas outras linhagens extintas. Juntos, esses táxons somam cerca de 40.000 espécies descritas, e são estimadas mais de 100.000 ainda por serem descritas. São insetos muito abundantes pelo mundo todo (exceto nas regiões de climas extremos, como nos pólos), e que apresentam grande variação morfológica e imensa importância ambiental-ecológica.

## Características diagnósticas
As mandídulas são geralmente pequenas em relação ao restante da cabeça, e apresentam dois dentes. Veias C e R da asa anterior muito juntas ou fundidas, com a veia C ausente ou quase ausente apicalmente; antenas geralmente filiformes (raramente geniculadas) e apresentando mais de 11 segmentos; trochantellos presentes; primeiro segmento ventral do tórax (esternito metasomal) dividido ao meio, com porção anterior muito sólida e a segunda mais flexível; primeiro tergito metasomal geralmente com depressão lateral (chamada de glymma) na metade anterior. Fêmeas com ovipositor frequentemente exposto e longo.

## Biologia
A maioria dos Ichneumonoidea é de parasitóides que atacam principalmente larvas e pupas de insetos holometábolos, exceto Megaloptera e Siphonaptera; alguns parasitam também ovissacos de aranhas e pseudoescorpiões ou ninfas de insetos hemimetábolos.
A condição primitiva nos Ichneumonoidea é o ectoparasitismo, em que as larvas vivem na superfície do hospedeiro e se alimentam através de uma ferida no tegumento. Muitas espécies injetam veneno antes da deposição dos ovos, em alguns casos levando à paralisia temporária ou permanente, ou mesmo à morte do hospedeiro. Endoparasitismo evoluiu diversas vezes independentemente em Ichneumonoidea .
Além da divisão Ectoparasitas x Endoparasitas, a biologia dos Ichneumonoidea pode ser dividida em idiobiontes e koinobiontes (Askew e Shaw, 1986). Idiobiontes impedem o desenvolvimento do hospedeiro após a oviposição, são geralmente ectoparasitóides e atacam principalmente larvas maduras, pré-pupas e pupas, e injetam veneno que paralisa ou mata o hospedeiro, tornando o hospedeiro um "imóvel pedaço de carne" (Gauld, 1987). Koinobiontes, por outro lado, são geralmente endoparasitóides que permitem ao hospedeiro continuar seu desenvolvimento após a deposição dos ovos, e parasitam estágios larvais iniciais.
Enquanto os Ichneumonidae são vespas predominantemente solitárias, o parasitismo gregário é relativamente comum nos Braconidae. Muitos Ichneumonidae, por outro lado, são hiperparasitas de outros Ichneumonidae ou Tachinidae.
Durante o desenvolvimento, os Ichneumonoidea passam por 3 a 5 estágios larvais; a larva madura é ápoda e lembra as larvas dos Aculeata.

## Evolução e relações filogenéticas
As características diagnósticas descritas unem de forma única as famílias pertencentes a esta superfamília, dando suporte à monofilia do táxon. Anteriormente, em outra compreensão das linhagens, outras famílias eram incluídas na superfamíia, como por exemplo Stephanidae. Ao mesmo tempo, tem sido recorrente que integrantes de alguma das famílias pertencentes sejam movidos para a outra, a exemplo de Paxylommatinae movida de Braconidae para Ichneumonidae. Por conta destas instabilidades taxonômicas, o paradigma atual de entendimento da ordem Hymenoptera é de considerar as superfamílias como as unidades taxonômicas mais estáveis. 
Os Ichneumonoidea estão presentes no registro fóssil ao menos desde o Cretáceo Inferior, representados por formas já extintas como Tanychora (Townes, 1973) e Eoichneumonidae (Jell e Duncan, 1986). Nas classificações recentes, os Ichneumonoidea têm sido considerados como o grupo-irmão dos Aculeata, as vespas com ferrão (ver ).
O parasitismo é considerado como condição ancestral e mais difundida dentre as espécies da superfamília, mas a fitofagia está presente secundariamente em algumas linhagens de Braconidae. A presença de vírus associados às secreções de veneno também são marcante característica de linhagens de Ichneumonoidea.